# Întinerire
Întinerirea (sau revitalizare) este o idee cu privire la posibilitatea de inversare a procesului de îmbătrânire.
Căutările unui mijloc de întinerire sunt efectuate din cele mai vechi timpuri, dar mai ales începând cu epoca antică; alchimiștii medievali au căutat elixirul nemuririi și întineririi, în timp ce conchistadorii (de exemplu, Juan Ponce de León) căutau în America „fântâna tinereții veșnice”, iar contesa Elisabeta Báthory se scălda în sângele fetelor ucise.
Problema întineririi a fost la modă în medicina anilor 1910-20, cu aceasta ocupânu-se în special, celebrul fiziolog Eugen Steinach (el asocia întinerirea cu celulele Leydig în gonade, astfel unor bărbați făcânduli-se chirurgie vasectomică pentru a crește nu numai potențialul sexual, dar și forță vitală a corpului; de asemenea, s-au efectuat și transplanturi de gondade animale, oamenilor).
În prezent se consideră că întinerirea este posibilă prin refacerea („repararea”) celulelor și țesuturilor corpului uman cu ajutorul nanoboților medicali, deși fundația SENS al lui Aubrey de Grey, nu prevede utilizarea lor. Unele speranțe de întinerire sunt asociate cu posibilitatea ipotetică de a obține celule stem induse, deși posibilitatea existenței unor astfel de celule este controversată.

## Legături externe
- SENS Foundation
- Regenerative Medicine and Rejuvenation
- Life Extension magazine interview about rejuvenation science
- Resources and Articles on the Biology of Aging and Life-Extension Arhivat în 27 aprilie 2006, la Wayback Machine.
- The Biogerontology Research Foundation - a UK-based charity focused on rejuvenation research
- Aging Cell - an online publication covering the novel rejuvenation mechanisms